# Pensionat Oskar
Pensionat Oskar är en dansk-svensk dramakomedifilm från 1995, med manus av Jonas Gardell och regisserad av den danska regissören Susanne Bier. I huvudrollerna syns bland andra Loa Falkman, Stina Ekblad, Simon Norrthon och Philip Zandén.

## Handling
Familjen Runeberg, som består av pappa Rune, mamma Gunnel och barnen Viktor, Kalle och Lotta, bor i en villaförort. Den hypokondriske Rune håller familjelivet högt och försöker leva upp till radhus-idyllen, bland annat genom att snickra en egen bastu. Men kärleken i medelåldersparet har dock börjat tryta. Inte minst störs relationen av att den chefstjänst som Rune sökt på produktutvecklingen har blivit tilldelad en yngre man, trots att Rune jobbat där i tio år, och att Gunnel samtidigt fått en chefstjänst på Institutet för samhällsstudier. Rune menar att Gunnel kommer att försumma sina förpliktelser som mor, och hon tycker att Rune blivit helt ointresserad av hennes liv.
Tid att lösa alla problem och stärka familjebanden ges när familjen åker på sommarsemester till Pensionat Oskar, där de hyr en liten stuga. Vid ankomsten får de hjälp med bagaget av en ung man på flakmoped. Det är Petrus, stugbyns allt-i-allo. De träffar också pensionatsföreståndaren, en smått kolerisk och förvirrad man som kontrollerar stället in i minsta detalj. Pensionat Oskar ligger i en storslagen natur, men för att kunna se havet från stugan, måste man ställa sig på en stol. Medan Rune och pojkarna badar, kommer Petrus fram till Gunnel som ligger och solar. Han undrar hur länge hon och Rune varit gifta. Gunnel vill bli lämnad i fred, men Petrus menar att det inte är hans fel att hon inte älskar Rune längre.
Rune anstränger sig för att ha en lycklig semester. Trots ösregn, beger han sig ut på en vandring till havet. Där möter han Petrus som badar naken i regnet. Rune ropar till honom att han inte kan springa omkring så där. Det är både opassande och farligt eftersom åskan kan slå ned. Han tar av sin regnrock för att värma och skyla Petrus. Hemma hos Petrus, bjuds han på vodka och förtrollas av dennes magiska konster. På stugbyns kafé får han tillbaka regnrocken som han i förvirring hade glömt hemma hos Petrus. Spelkortet hjärter knekt ligger i fickan. In på kaféet kommer Hjördis och Evelyn, ett par äldre damer som är stamgäster på pensionatet. Mellansonen Kalle frågar, till Runes förfäran, om damerna är homosexuella. Bara lite grann, svarar de lakoniskt. Pensionatsföreståndaren, tillika hovmästare, konstaterar dock att "här är vi alla normala".
Efter det att Petrus har buskört med mopeden, går Rune för att banna honom, men när han väl får syn på Petrus, frågar han i stället om han kan få lära sig några trollkonster. Petrus biter honom i handen, överraskande, och blåser på den för att sedan gå sin väg. En dag när familjen handlar i affären på Pensionat Oskar, träffar de en av pensionatsgästerna, en man alltid iklädd morgonrock, som uttalar sig nedlåtande om invandrare. Petrus, som svabbar golvet, blir förbannad och kastar en blöt golvtrasa i ansiktet på honom. Föraktfullt anklagar han Rune för att han inte gjorde något. Även Gunnel tycker Rune är mjäkig, de grälar och kallar varandra för kärringar.
Rune dagdrömmer på stranden. Gunnel stickar en tröja åt honom och han undrar stillsamt hur han skulle kunna klara sig utan sin familj. När mannen i morgonrock skall föreviga familjeidyllen på kort, passerar en jonglerande Petrus och stör bilden. Rune träffar Petrus senare, vilken spelar kort med Hjördis och Evelyn. De utbyter önskedrömmar om vad de vill bli. Petrus vill bli trollkonstnär, och Rune avslöjar att han skulle ha blivit skådespelare; han kom in på scenskolan, men valde att först avsluta sin civilingenjörsexamen. Alltmedan familjegrälen fortsätter vid matbordet, lockas Rune av Petrus’ magi. Efter ett gemensamt kvällsdopp, kysser Petrus honom. Rune plågas av existentiella frågor och den homosexuella spänningen. På natten kräks han i toalettstolen. Han får ångestfyllda utbrott och grälar med fru och barn. Kärleken till Petrus tar dock snart överhanden och han tillbringar under förevändningar alltmer tid med honom. Rune erkänner för Petrus att han aldrig varit så lycklig.
Gunnel förebrår Rune för att han vistas så lite med sin familj och att han inte vill ta minstingen Viktor med sig på fisketur med Petrus. Hon försöker göra allting bra genom att anordna den sedvanliga myskvällen med räkor och vin. Rune är dock bjuden till Petrus och går dit i stället. Under orden "det är vansinne" klär de av sig. Plötsligt knackar pensionatsföreståndaren på dörren. När inte Petrus vill öppna, bryter han sig in och finner dem nakna. Rune försvinner under bortförklaringar. Dagen därpå beslutar Rune att han är sjuk och måste åka hem. Han förklarar för Petrus att han är gift, har tre barn, är tjugofem år äldre än Petrus och inte vet hur han vill leva sitt liv. Petrus säger att det är ett brott att vara feg och att han kommer att ångra sig hela sitt liv. Tonårsdottern Lotta vill inte åka hem, hon har förälskat sig i en glasögonprydd pojke som hon brukar spela minigolf med. Väl hemma en vecka tidigare än beräknat, då förklarar Gunnel för de förvånade förortsgrannarna att Rune har drabbats av ett hypokondriskt anfall.
Gunnel börjar sitt nya jobb och förklarar för grannfrun att äktenskapet åtminstone är uthärdligt. Rune drömmer om hjärter knekt. En dag ställer han sig upp på ett möte och säger till sina arbetskamrater att han har träffat en annan. Samma sak säger han till Gunnel, som blir än mer upprörd när hon får veta att det är en man. Rune åker iväg med bilen och tar med sig Viktor för att leta upp Petrus. Efter att ha försökt upprätthålla en fasad av att allt är normalt, bryter Gunnel samman, och hon krossar och bränner en del av möblemanget. Rune anländer till Pensionat Oskar, som är stängt för säsongen. Av föreståndaren får han veta att Petrus åkte dagen efter deras avresa. Iklädd kostym går han och badar i havet i ösregnet. Viktor predikar om det olämpliga i att bada när det regnar, på samma sätt som Rune tidigare gjort med Petrus. Rune kramar Viktor. Han har funnit vad han letat efter. Sin frihet.

## Rollista
| Skådespelare       | Roll                    |
| ------------------ | ----------------------- |
| Loa Falkman        | Rune Runeberg           |
| Stina Ekblad       | Gunnel Runeberg         |
| Simon Norrthon     | Petrus, trollkarlen     |
| Philip Zandén      | Pensionatsföreståndaren |
| Sif Ruud           | Evelyn                  |
| Ghita Nørby        | Hjördis                 |
| Ingvar Hirdwall    | Mannen i morgonrock     |
| Ulla Skoog         | Strandtenniskvinnan     |
| Per Sandberg       | Strandtennismannen      |
| Anna-Lena Hemström | Mona                    |
| Claire Wikholm     | Britt Dagerman          |
| Per Eggers         | Bertil Dagerman         |
| Jakob Eklund       | Harry                   |
| Bengt Blomgren     | Runes chef              |
| Kalle Eriksson     | Viktor Runeberg         |
| Maria Simonsson    | Lotta Runeberg          |
| Linus Gardell      | Kalle Runeberg          |
| Jesper Salén       | glasögonpojken          |

## Produktion och mottagande
Pensionat Oskar var regissören Susanne Biers tredje långfilm efter Freud flyttar hemifrån... (1991) och Taxi till Portugal (1994). Filmen var Jonas Gardells debut som långfilmsmanusförfattare efter att ha skrivit pjäsen Ömheten och TV-serien En komikers uppväxt, baserad på hans egen roman med samma namn. Titeln hämtades från ett autentiskt pensionat i Karlshamn, där Gardell hade vistats 1991 för att vila upp sig.
Den 20 december 1993 beslutades av filmen skulle få ekonomiskt stöd och budgeten sattes till drygt 13 miljoner svenska kronor. Producent var Stefan Baron och produktionsbolag Sveriges Television AB Kanal 1, AB Svensk Filmindustri och Trust Film Svenska AB. Inspelningen startade i maj 1994 i Stockholm och Holmhällar på södra Gotland. Filmen fotades av Kjell Lagerroos och klipptes samman av Pernille Bech-Christensen.
Premiären ägde rum den 3 mars 1995 på biograferna Aveny i Göteborg, Downtown i Malmö och Filmstaden och Saga i Stockholm. Den gavs ut på video i september 1995 och på DVD  den 6 augusti 2008. Den har visats i Sveriges Television vid fyra tillfällen: 1997, 1998, 2000 och 2003.
Filmen vann två guldbaggar på Filmgalan 1996 för Bästa manuskript (Jonas Gardell) och Bästa manliga huvudroll (Loa Falkman) och blev nominerad till ytterligare två baggar för Bästa film och Bästa kvinnliga huvudroll (Stina Ekblad).

## Musik
- "Vad jag sökte, vad jag fann", text: Jonas Gardell, musik Johan Söderqvist